# Île du Petit Rouveau
L'île du Petit Rouveau est une île française du Var. Elle appartient administrativement à Six-Fours-les-Plages.

## Géographie
Il s'agit d'un îlot, lieu de nidification fréquentée par de nombreux goélands leucophée. Il fait partie de l'archipel des Embiez. Situé entre la balise de la Casserlane et les Embiez, il marque l'entrée dans la rade du Brusc.
Cette île ne doit pas être confondue avec l'Île du Grand Rouveau qui seule est équipée d'un phare.

## Protection et conservation
L'îlot est propriété du Conservatoire du littoral depuis l'an 2000, qui a également la gestion et la protection des 273 hectares maritimes qui l'entoure, depuis 2011, pour 30 ans.